# Бугры (Томская область)
Бугры́ — деревня в Парабельском районе Томской области России. Входит в состав Парабельского сельского поселения. Население 307 чел. (2021) .

## География
Находится в центральной части региона, у р. Вяловка. Фактически слилась с райцентром — селом Парабель (по ул. Транспортная), с посёлком Кирзавод (по ул. Центральная).
Климат
Находится на территории, приравненной к районам Крайнего Севера.

## История
Дата образования деревни не известна. По воспоминаниям, в конце 1920-х годов на территории будущего селения стояла тайга. На берегу речки Вяловки стоял пихтовый завод, где работали бывшие заключенные. В начале 1930-х годов в Буграх появились спецпереселенцы (семьи Калининых, Родионовых, Ларионовых, Жидких, Рыжих и другие) и поселение стало именоваться как деревня Малые Бугры.
В соответствии с Законом Томской области от 15 октября 2004 года № 225-ОЗ деревня вошла в состав образованного муниципального образования Парабельское сельское поселение.

## Население
| 2002 | 2010 | 2012 | 2013 | 2014 | 2015 | 2021 |
| ---- | ---- | ---- | ---- | ---- | ---- | ---- |
| 249  | ↘233 | ↗261 | ↘259 | ↗262 | →262 | ↗307 |

Национальный состав
Согласно результатам переписи 2002 года, в национальной структуре населения русские составляли 87 % от общей численности населения в 249 чел..

## Инфраструктура
В 1930-х действовала начальная школа.
Объекты социальной инфраструктуры находятся в соседнем райцентре, а также в пос. Кирзавод (библиотека).
Проведены газ, водопровод.
Лесная промышленность, есть лесопильни

## Транспорт
Связь с населённым пунктом осуществляется по автодороге Могильный Мыс — Парабель — Каргасок (69К-12), участок федеральной автомагистрали Северный широтный коридор.